# 柏楊回憶錄
《柏楊回憶錄》是已故作家柏楊的回憶錄，1995年11月9日於臺北縣新店市花園新城由柏楊口述，國立陽明大學教授周碧瑟執筆，遠流出版1996年初版。柏楊的一生災難重重，在寫作途中，周碧瑟常常把筆放下來，嘆息說：「您的災難，怎麼沒完沒了？」全書的故事是台灣白色恐怖以來最詳盡動人且令人毛骨悚然的回憶。

## 片段
柏杨在书中提到聽聞的《台灣新生報》女记者沈嫄璋在司法行政部調查局的遭遇：
|  | 后来，审问官又多了一位年纪较长的李尊贤先生，集中焦点盘问我被俘的经过。刘展华对我不肯承认被俘，十分震怒，我可以从他脸上看出来他即将爆炸。这时，我被安排睡在临时摆在角落的一张行军床上。我还不知道，就在这间审讯室里，三四个月前的一个夜晚，调查局把《新生报》的一位女记者，连当时严家淦先生都称呼她为“沈大姐”的沈源嫜女士，全身剥光，在房子对角拉上一根粗大的麻绳，架着她骑在上面，走来走去。沈源嫜哀号和求救，连厨房的厨子都落下眼泪。那是一个自有报业史以来，女记者受到的最大羞辱和痛苦。当她走到第三趟，鲜血顺着大腿直流的时候，唯一剩下来的声音就是：“我说实话，我招供，我说实话，我招供……” 她要求调查员们把她放下来并暂时离开，允许她自己穿上衣服。调查员离开后，沈源嫜知道更苦的刑罚还在后面，她招供不出她从没有做过的事，于是迅速拴上房门，解下绳子，就在墙角上吊身亡。这个60年代的著名记者，除了留下若干有价值的采访文稿外，最后留下来的是一双几乎爆出来的眼睛和半突出的舌头。 她后来的罪名是“畏罪自杀”，调查局“仁慈”地为她修筑了一座矮坟。 |

柏杨在书中提到，前中華民國總統府資政張寶樹曾打電話給臺灣警備總司令部，逮捕臺北市立大安高級工業職業學校教員王廷瑚，最後使其慘遭特務毒手、死於監獄。

## 版本
- 遠流出版1996年初版，ISBN 978-9573227922
- 中国友谊出版公司1997年版，ISBN 978-7505713512